# Нагрудний знак пілота
Нагрудний знак пілота (нім. Flugzeugführerabzeichen) — військова нагорода Третього Рейху.

## Історія
Знак був заснований 12 серпня 1935 року рейхсміністром авіації Германом Герінгом. Нагороджувалися льотчики авіаційних шкіл успішно закінчили курси з навчання (близько 100-140 годин нальоту за 6-9 місяців навчання). Крім льотчиків люфтваффе кваліфікаційний знак могли отримати військовослужбовці інших родів військ і військових формувань (сухопутні і морські сили Вермахту, війська СС, СД), також успішно закінчили льотні курси. Після приєднання Австрії до Німеччини військові льотчики австрійської республіки могли отримувати німецький нагрудний знак пілота автоматично. У міру приєднання і завоювання нових територій нагородження військових льотчиків інших країн кваліфікаційним знаком пілота вирішувалося в кожному окремому випадку. При підвищенні кваліфікаційних льотних нормативів, володар нагрудного знака пілота міг претендувати на Комбінований Знак Пілот-Спостерігач. Існували також і тканинні версії нагороди для офіцерського та нижньої ланки військовослужбовців.

## Опис кваліфікаційного знака, вручення і правило носіння

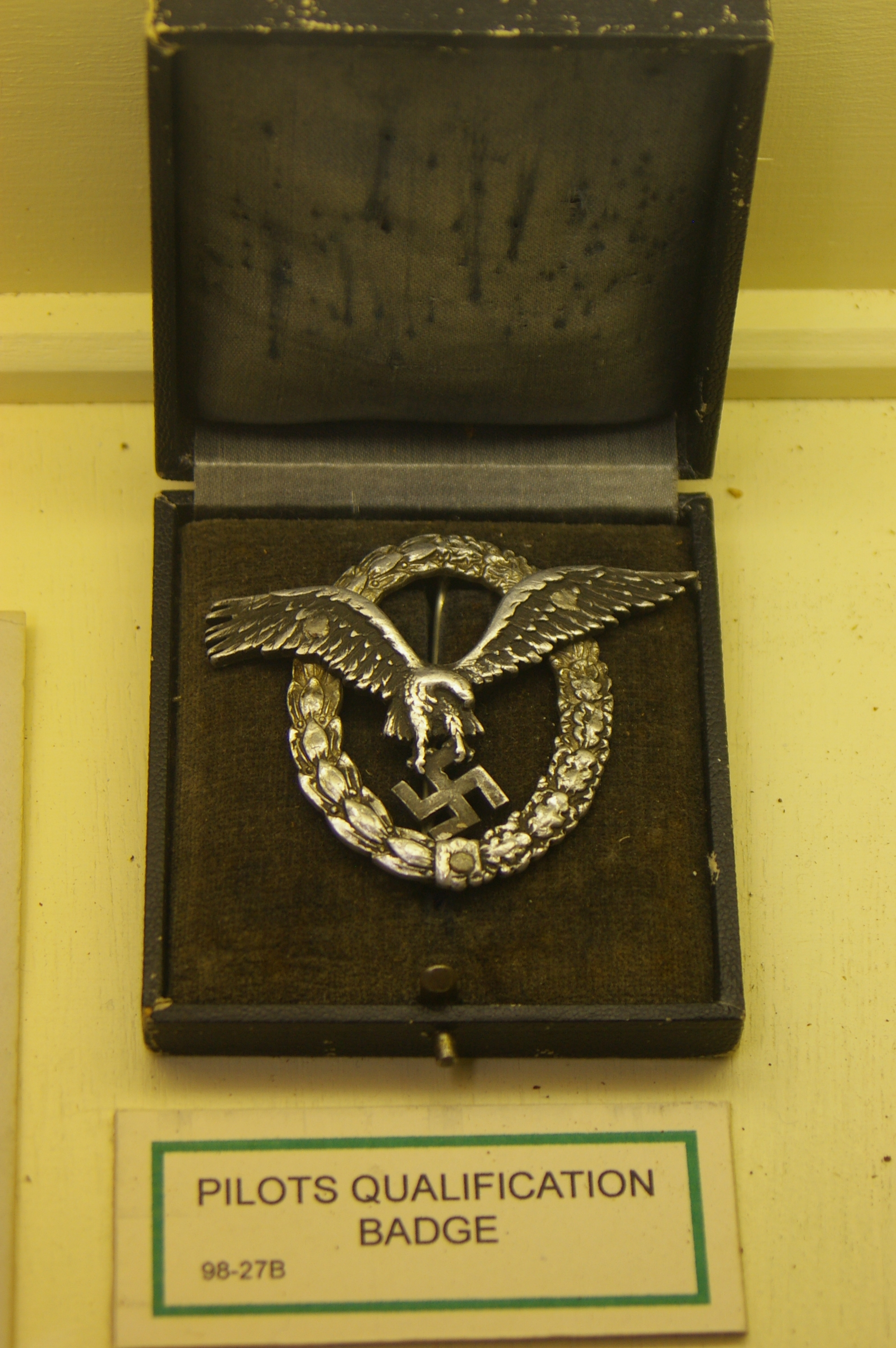
Знак в нагородній коробці.

Знак має овальну форму з вінком із дубового та лаврового листя (символ переможців), в центрі композиції ширяє орел, що тримає в пазурах свастику. Кріплення до одягу здійснювалося за допомогою шпильки вертикального затиску. На початку випуск нагороди здійснювався з «нікелевого срібла» (нейзильберу), під кінець Другої світової війни, в зв'язку, з браком і економією ресурсів став випускатися з цинку і його сплавів. Маркування знака здійснювалася з тильного боку нагороди (також могли існувати і не тавровані зразки), як правило це була берлінські фірми «Карл Еріх Юнкер» і «Ассман і сини» з Люденшайду, але були також і інші. Знак носився на лівій стороні парадного мундира або повсякденної уніформи (правило носіння знака затвердив особисто Герман Герінг наказом від 27 листопада 1935 року). Вручався знак зазвичай в коробці синього кольору, в урочистій обстановці, з врученням відповідних документів, а також записам до них в книжці військовослужбовця.

## Сучасний стан нагороди
У відповідність з законом Федеративної Республіки Німеччина про становище орденів і медалей, а також їх назви випуску 1933-1945 рр. від 26 липня 1957 року нагрудний знак пілота дозволено носити в денацифікованій версії без свастики.